# Démocratie sanitaire
La démocratie sanitaire est une notion qui recouvre la participation citoyenne aux politiques de santé.
En France, cette notion a été formulée par les Agences régionales de santé (ARS) afin d'évoquer une démarche visant à regrouper les acteurs du système de santé pour la mise en place — concertée et dans l'esprit de dialogue — des politiques de santé.
Cette notion est l'objet d'un débat ranimé depuis la pandémie de Covid-19,,,.

## Évolution des définitions
L'évolution des définitions du terme reflète une demande croissante des usagers de la santé d'avoir une place de représentants et de partenaires parmi ces acteurs. La démocratie sanitaire est donc le théâtre de la rencontre des savoirs profanes avec l'exigence de transparence de la part des acteurs du système de santé, ainsi que dans l'organisation des services publics de soin.

## Droit fondamental à la protection de la santé
La loi du 4 mars 2002 relative aux droits des malades et à la qualité du système de santé proclame le droit à l'accès égal aux établissements de soin pour chaque personne en fonction de son état. Il convient également d'assurer la continuité des soins et la meilleure sécurité sanitaire possible (article L.1110-1 du Code de la santé publique).
Suivant l'article L.1110-2 du Code de la santé publique, le patient a le droit d'être informé sur son état de santé. À ce droit est corrélé celui du consentement libre et éclairé en matière de soins.
Le patient doit ainsi être informé de tous les éléments nécessaires à la compréhension de sa situation médicale personnelle, afin de pouvoir donner son consentement libre et éclairé aux actes médicaux.
Les traitements, les risques, y compris en cas de refus, ainsi que les alternatives possibles, doivent être présentés au patients, au cours d'entretiens individuels avec le médecin, ou au moyen de textes écrits ou de schémas sur différents supports.
Le patient doit recevoir, en accord avec l'article L.1111-4 du Code de la santé publique, une information sur les frais qu'il pourrait encourir afin d'obtenir les renseignements nécessaires et l'accès aux traitements.
Sauf si les gens concernés sont en mesure de comprendre eux-mêmes l'information et ainsi de participer à la prise de décision, l'information devant être délivrée aux mineurs ou majeurs sous tutelle doit être donnée aux titulaires de l'autorité parentale ou au tuteur.
Selon le décret no 2006-6 du 4 janvier 2006 relatif à la transmission du dossier médical, tout malade, ou ses ayants droit, peut demander à consulter le dossier médical ou la transmission du dossier médical à un médecin choisi par lui.
Selon l'article L.1111-2 du Code de la santé publique, la charge de la preuve que l'information a bien été délivrée au patient incombe au professionnel de soin ou à l'établissement de santé.

## Démocratie sanitaire comme projet d'émancipation sociale

### Perspective historique
La loi du 4 mars 2002 a été vue comme l'inscription dans le corpus légal d'un droit du malade se substituant à ce qui était auparavant devoir déontologique du médecin.
Historiquement, les démarches réalisées par l'intermédiaire d'associations comme Act Up ou Aides avaient permis d'imposer leur influence en ce qui concerne la prise en charge des patients et les essais cliniques. De ce fait, la demande de financements de recherches, de reconnaissance du handicap, en termes de liberté d'expression de besoins de prévention, ont permis de faire accepter la polysémie des termes désignant les malades : ceux-ci sont alternativement usagers de santé, assurés sociaux, citoyens, patients...
L'extension des droits sociaux, de la Couverture maladie universelle (CMU) et du tiers-payant, qui pourrait s'étendre aux consultations chez les médecins et non plus seulement à l'achat de médicaments en pharmacie, ainsi que des formations communes aux médecins et aux patients, peuvent être vus comme des moyens de réquilibrer la relation entre citoyens et système de santé, et l'inscrire dans une démarche de co-construction.

### Redistribution des pouvoirs et reconnaissance des droits collectifs
Parallèlement à la naissance de droits garantissant les libertés individuelles des patients devant le système de santé, l’État conserve ses prérogatives par les lois de financement de la sécurité sociale et les Agences régionales de santé (ARS). De ce fait, la redistribution des pouvoirs semble devoir se faire par le biais des associations représentatives des patients.
En mai 2015, s'est créé l’Institut pour la démocratie en santé (IPDS), associant patients, établissements de soin et chercheurs, regroupant le Collectif interassociatif sur la santé (CISS), la Fédération hospitalière de France (FHF) et l’École des hautes études en santé publique (EHESP).
L'avancée des droits des patients a pour parallèle la reconnaissance de leurs droits collectifs par le biais de canaux représentatifs de ces droits. Didier Tabuteau, conseiller d’État et responsable de la chaire santé de Sciences Po, a défini la démocratie en santé par le fait de tendre vers une organisation de la société reconnaissant la capacité de chacun à connaître, décider et agir pour sa santé et la politique de santé.

## Actualités notables
Selon le sociologue Nicolas Henckes, on assiste relativement aux mesures de confinement de 2020 en France à l'effondrement des structures mises en place depuis plusieurs décennies au titre de la démocratie sanitaire, étant donné notamment le silence du Haut Conseil de la santé publique sur l’organisation, l’extension et les limites du confinement, et l'absence de consultation des instances locales sur l'application des mesures en question.

### Articles
- Jean-Paul Arveiller et Phillipe Tizon, L’émergence de la démocratie sanitaire en France, Santé, Société et Solidarité, année 2009
- Jean-Paul Arveiller et Phillipe Tizon, Démocratie sanitaire, qu’est-ce à dire ?, Pratiques en santé mentale, 2016/2, DOI 10.3917/psm.162.0002  (ISBN 9782353719341)